# Chlapec, který rostl příliš rychle
Chlapec, který rostl příliš rychle, (v anglickém originále The Boy Who Grew Too Fast) je jednoaktová dětská opera (autor ji označuje jako „opera pro mladé lidi“) italsko-amerického skladatele Giana Carla Menottiho na vlastní libreto z roku 1982.

## Vznik a historie díla
Operu u skladatele objednala dirigentka Evelyn Swenssenová, ředitelka Family Theatre společnosti OperaDelaware, a tato společnost také uvedla premiéru díla dne 24. září 1982 v divadle Grand Opera House ve Wilmingtonu (stát Delaware).
První kritika opery kolísala od vcelku pozitivní („Dojemné, brilantní dílo, má melodickou neoromantickou hudbu, svižný děj a srozumitelné poselství: skladatel zdůrazňuje zachování si vlastní identity tváří v tvář společenskému tlaku.“) po negativní („… Místní talent reagoval na Menottigo režii s nakažlivým kouzlem, což je vlastnost, která samotnému dílu citelně chybí.“) S celkově pozitivnější kritikou se setkala například pozdější britská inscenace: podle Musical Times opera „… má úspěch na všech rovinách: její lyričnost, její přitažlivá harmonie, její pozoruhodná orchestrace se spojují … aby zahrály na struny srdce.“
Představení opery trvá asi 40 minut.
Chlapec, který rostl příliš rychle se hrál na amerických jevištích (např. roku 1985 v Charlestonu na Festivalu dvou světů, přičemž roli paní Skosvodmonitové hrála režisérka prvního provedení Evelyn Swenssonová), ale též mimo Spojené státy. Francouzskou premiéru v překladu Charlese Fabiuse uvedl 23. ledna 1984 v Cannes dirigent Philippe Bender (inscenace se pak přesunula do Lyonu). Britskou premiéru, která vznikla v koprodukci Royal Opera House, Covent Garden a divadla Sadler's Wells, uvedl 11. prosince 1986 dirigent David Syrus v kombinaci s Menottiho starší dětskou operou Amahl a noční návštěvníci; z této inscenace byla pořízena nahrávka dostupná na CD. Z novějších inscenací lze zmínit nastudování Opera Factory v novozélandském Aucklandu (premiéra 16. července 2009).

## Osoby a první obsazení
| Osoba                                  | Hlasový obor     | Premiéra (24.9.1982)) |
| -------------------------------------- | ---------------- | --------------------- |
| Slečna Hopeová                         | soprán           | Denise Coffey         |
| Poponel                                | tenor            | Phillip Peterson      |
| Paní Skosvodmonitová, Poponelova matka | mezzosoprán      | Sara Hagopian         |
| Doktor Shrinck                         | tenor            | Frank Reynolds        |
| Mad Dog, terrorista                    | basbaryton       | Alan Wagner           |
| Zdravotní sestra Proctorová            | mezzosoprán      | Joy Vandever          |
| Malý Poponel                           | chlapecký soprán | Peter Lugar           |
| Lizzie Spender                         | dívčí soprán     | Miriam Bennett        |
| Policista                              | mluvená role     | Thomas Littel         |
| Děti (dětský sbor)                     |                  |                       |
| Dirigent:                              | Dirigent:        | Evelyn Swensson       |
| Režie:                                 | Režie:           | Gian Carlo Menotti    |

## Instrumentace
Flétna + pikola, hoboj, klarinet, fagot, lesní roh, trubka, pozoun, tympány, bicí souprava, klavír, syntetizátor, smyčce.

## Děj opery
(Obraz 1) Slečna Hopeová po prázdninách vítá děti zpět ve škole a představuje jim nového žáka, devítiletého chlapce jménem Poponel Skosvodomit. Nové spolužáci si utahují z Poponelova jména, ale především z jeho nadměrné výšky, a maminka (paní Skosvodomitová) musí Poponela utěšovat, než jej může zanechat ve třídě. Poponel hledá pomoc u své učitelky slečny Hopeové a ta se obrací na svého přítele, doktora Shrincka (který se náhodou právě nalézá mezi obecenstvem), aby pomohl Poponelovi zmenšit jeho výšku na normální úroveň.
(Obraz 2) Poponel vchází do ordinace doktora Shrincka, které vévodí jeho nevídaný „zmenšovací stroj“ a panuje bláznivá sestra Proctorová. Nicméně Poponelovo zmenšení se podaří a nyní je chlapec vysoký přiměřeně svému věku. Doktor jej však varuje, že když je teď tak velký jako ostatní, musí se také ve všem chovat tak jako oni. Pokud by se něčím odlišil, hned by narostl zpět do své původní výšky.
(Obraz 3) Poponel je zpátky ve škole. Zmenšení zafungovalo a chlapec už není předmětem posměšků. Tu ale do školy vtrhne terorista říkající si Mad Dog prchající před policií. Nejdříve chce vzít všechny děti jako rukojmí, pak se rozmyslí a chce vzít jen jedno. Děti jsou vyděšené a všechny odmítnou, s výjimkou Poponela, který se vydává do zajetí dobrovolně. Tím ale vybočil z řady! Přesně podle varování doktora Shrincka rychle vyroste do své původní velikosti – a to natolik, že Mad Doga lehce přemůže. Děti jsou zachráněny, Poponel je hrdina a všichni zpívají ponaučení opery „Buď rád za to, jaký jsi, tlustý nebo tenký, malý nebo velký, černý nebo bílý. Buď rád, že jsi sám sebou. Nesnaž se být někým jiným, protože tím, čím jsi ty, nikdo jiný být nemůže.“

## Diskografie
- 1984 (23. 1.) (LP Auvidis AV 2477). Záznam představení z Palais de Festival de Cannes. Zpíváno ve francouzštině.
- 1987 (22. 2.) (LP Colosseum 1125 / CD (1988, 1995) Colosseum 34 1125). Zpívají (Dr. Shrinck) Paul Crook, (Lizzie) Alison Machell, (Mad Dog) Eric Garrett, (slečna Hopeová) Judith Howarth, (slečna Proctorová) Elizabeth Bainbridge, (paní Skrosvodmonitová) Maureen Morelle, (policista) Andrew Plant, (Poponel) Graham Godfrey, (Ricky) Tony Duffy, (malý Poponel) Daniel Wallder. Sbor a orchestr Covent Garden Opera řídí David Syrus. Nahráno v Abbey Road Studios.